# Székely Sámuel (újságíró)
Székely Sámuel, született Schwarzenberg (Somogyszil, 1857. július 3. – Budapest, 1926. február 14.) hírlapíró.

## Élete
Schwarzenberg Dávid kereskedő és Kemény Róza fia. A gimnáziumot Kaposváron és Pesten végezte, majd a budapesti egyetemen négy évig hallgatta a bölcseleti, történelmi és nyelvészeti előadásokat. 1886 őszén tanulmányai kiegészítése végett Párizsba ment, ahol francia lapokba írt cikkeket. 1888-ban rendes munkatársa lett az Agence Libre-nek, majd az Agence Dalziel távirati ügynökségnek. 1889-ben megalapította a naponta megjelenő Párisi Magyar Értesítőt, mely két évig állott fenn. Közben mint párizsi tudósító nagy munkásságot fejtett ki a Pesti Naplóban és a Fővárosi Lapokban, később pedig állandó levelezője lett a Budapesti Hírlapnak. Amikor 1892-ben ebben a lapban Mohrenheim báró párizsi orosz nagykövetet a Panama-botrány egyik főrészesének tüntette föl, a francia kormány letartóztatta és három napi vizsgálati fogság után kiutasította Franciaországból. 1892-től a Budapesti Hírlapot Londonból tudósította. Miután hazatért, 1894-ben megalapította és szerkesztette a Politikai Hetiszemlét 1921-ig. Emellett írt hadtörténelmi tanulmányokat a Ludovika Akadémia közlönyébe és a Történelmi Tárba.
Házastársa Schlesinger Etelka (1878–1900) volt, akivel 1898. augusztus 15-én Aszalón kötött házasságot. Esküvői tanúja Aranyi Lipót újságíró volt. Felesége 22 éves korában tüdővészben elhunyt.

## Könyvei
- Felelős-e a zsidóság az ország romlásáért?
- Egy újságíró élményei